# 벤 딕키
벤 딕키(Ben Dickey, 1977년 6월 19일 ~ )는 미국의 싱어송라이터, 배우, 음악가이다.
2018년 전기 드라마 블레이즈 (2018년 영화)에서 블레이즈 폴리(Blaze Foley) 역을 맡은 것으로 가장 잘 알려진 미국 배우이자 음악가이다. 영화에서의 그의 연기로 딕키는 연기 부문 선댄스 영화제 미국 드라마 심사위원 특별상을 수상했다.
원래 아칸소주 리틀록 출신인 딕키는 현재 2018년 기준 루이지애나주에 거주하고 있다. 2016년에 그는 첫 번째 앨범인 Sex Birds and Salt Water Classics를 발매했다. 2019년에는 블레이즈의 공동 출연자 찰리 섹스턴이 프로듀싱한 두 번째 앨범 A Glimmer On The Outsprings를 발매했다.

## 영화
- 블레이즈 (2018년 영화) (2018년)
- 이토록 뜨거운 순간
- 원티드 킬러